# Awp Informations Financières
Pour les articles homonymes, voir Awp.
L'awp Informations Financières SA est une agence de presse économique et financière suisse. Elle couvre en continu des évènements actuels en Suisse et à l'étranger. Elle fournit les informations et chiffres importants des entreprises, marchés et branches au pays. Au total, awp couvre régulièrement plus de 1000 entreprises en Suisse. Les informations sont fournies en allemand et en français. awp Informations Financières a été fondée en 1957. Elle est aujourd'hui détenue conjointement par l'Agence télégraphique suisse (ATS), la Deutsche Presse-Agentur (dpa) et Thomson Reuters.
Awp Informations Financières fournit quotidiennement plus de 1000 dépêches avec des recherches sur les thèmes des entreprises, des marchés, des analyses financières, de la macroéconomie et de la politique. awp diffuse ses services via les principaux systèmes d'informations financières comme Bloomberg LP, FactSet, Interactive Data, SIX Financial Information, Sungard, Thomson Reuters et Vereinigte Wirtschaftsdienste. 